# Acalolepta artia
Acalolepta artia es una especie de escarabajo longicornio del género Acalolepta, tribu Monochamini, subfamilia Lamiinae. Fue descrita científicamente por Olliff en 1890.
Se distribuye por Australia. Mide aproximadamente 21-24 milímetros de longitud. Se alimenta de las especies Eupatorium adenophorum y Helichrysum diosmifolium.